# Nemes Balázs
Nemes Balázs (Pécs, 1992. január 14. –) magyar közgazdász, politikus, képviselőjelölt, a Momentum Mozgalom egyik alapító tagja, 2018-óta a párt szóvivője.

## Tanulmányai
A pécsi Leőwey Klára Gimnáziumban érettségizett francia-magyar kéttannyelvű osztályban. Még érettségi előtt egy tanévet az amerikai Hackley Schoolban töltött a nemzetközi ASSIST program keretében.
Érettségi után a Budapesti Corvinus Egyetemen folytatta tanulmányait előbb nemzetközi gazdálkodás (BA), majd közgazdálkodás és közpolitika (MA) szakon. 2015 és 2016 között a Leuveni Katolikus Egyetemen tanult európai politika és közpolitika szakon. 2018-tól a Budapesti Corvinus Egyetem doktorandusza.

## Pályafutása

### Szakmai pályafutása
2012. szeptember és október folyamán a Külügyminisztériumnál töltött be gyakornoki pozíciót, majd 2013 júliusa és szeptembere között a Miniszterelnökségen tevékenykedett ugyanilyen minőségben. 2014 márciusában az Unisyshez került ügyfélszolgálati ügyintéző pozícióba, ahol 2015 augusztusáig dolgozott. 2016. februártól augusztusig az ITCB Bankárképző mentoráltja volt.

### Politikai pályafutása
A politikával, politikai mechanizmusokkal való ismerkedést tanulmányai mellett a gyakorlatban az Európai Ifjúsági Parlament 67. nemzetközi ülésének magyar delegáltjaként kezdte 2011-ben. Bár már korábban is szerepelt politikai aktivistaként olyan kezdeményezésekben, mint a 2012-es magyarországi diáktüntetések, amelynek részei voltak az „egyetemfoglalások” címen elhíresült események is, a 2014. novemberi tüntetések során döntött egyértelműen az aktív politikai szerepvállalás mellett, amikor Kocsis Andrással közösen, Gulyás Balázzsal egyidőben szervezni kezdték az internetadó elleni tüntetéseket a „Nem némulunk el!” nevű civil csoport nevében. Röviddel ezután ugyanezzel a csoporttal megszervezték a „Közfelháborodás napját” is, ahol egyúttal a rendezvény záró szónokaként is szerepelt.
A Momentum Mozgalom alapító tagja. Korábban a pécsi alapszervezet elnöke volt. A 2018. április 8-án tartott országgyűlési választásokon a párt színeiben a Baranya megyei 1. sz. országgyűlési egyéni választókerület jelöltje, valamint 8. helyen szerepelt a Momentum országos listáján.
2018 júniusában a Momentum tisztújításán az elnöki helyért is elindult. Programjában a vidéki városok alapszervezeteinek megerősítését, a párton belüli bizalom helyreállítását és a párt egyértelmű politikai víziójának kialakítását tűzte ki célul. Végül Fekete-Győr Andrást választották az elnöki pozícióra.
A 2019-es európai parlamenti választáson a párt EP-listájának harmadik helyén indult.
Pártja őt indította a 2021-es magyarországi ellenzéki előválasztáson Baranya megye 1. sz. országgyűlési egyéni választókerületében, de veszített Mellár Tamással szemben, így nem indulhatott a 2022-es választáson.

## Érdekességek
Nemes a magyar mellett anyanyelvi szinten beszél angolul, felsőfokon franciául, németül, olaszul és spanyolul, valamint alapfokú nyelvtudással rendelkezik holland, horvát, portugál és kínai (mandarin) nyelvből, mely utóbbival főként amerikai tanulmányai során ismerkedett.

## Viták a személye körül
2018. február elején az Origo.hu közzétett egy 2010-ben készült felvételt, amelyen Nemes Balázs egy internetes rádióadónak nyilatkozva szélsőséges kijelentéseket tesz Izraelre, zsidókra és melegekre vonatkozóan.
Nemest a felvétel nyilvánosságra hozatalát megelőzően megpróbálták zsarolni, ennek nem engedett. A felvétel nyilvánosságra hozatala után bizalmi szavazást kért maga ellen a pécsi alapszervezetben. A cikk megjelenése utáni napokban Nemes elismerte, hogy a felvételen valóban ő hallható és a Facebookon közzétett videóüzenetben kért bocsánatot „azoktól a melegektől, zsidó és roma származású magyar emberektől”, akiket mondataival megbántott, megsértett.
Bár a pártot többen is erősen kritizálták amiatt, hogy egy korábban szélsőséges nézeteket valló személy szerepel az országos lista 8. helyén, a Momentum – még Nemes Balázs bocsánatkérését megelőzően – az alábbi közleményben reagált az esetre:
Nemes Balázs pont a Momentum közössége miatt is távolodott el a szélsőségektől. Ha a Momentum képes ezt megtenni nagyobb tömegekkel, nagy szolgálatot tesz Magyarországnak.